# بيل بلاك (سياسي)
بيل بلاك هو سياسي كندي، ولد في 1950.